# Mike Weir
Michael Richard Weir (Sarnia, 12 maggio 1970) è un golfista canadese, vincitore di un The Masters.

## Biografia
Mike è sposato con Bricia Weir ed ha due figlie, Elle Marisa nata nel 1997 e Lili nata nel 2000.

## Carriera
Diventa professionista nel 1992. Nel 2003 è stato il primo canadese ed il primo mancino a vincere il prestigioso The Masters, uno dei quattro tornei "Majors". Successivamente un altro mancino avrebbe vinto tre volte il Masters, ovvero Phil Mickelson.
Weir inoltre ha vinto sette tornei del PGA Tour.
Tra il 2001 ed il 2005 ha trascorso 110 settimane in testa alla Official World Golf Rankings.
Nel 2010 è al dodicesimo posto tra i più grandi atleti canadesi.

## Professional vittorie (14)

### PGA Tour vittorie (8)
| Legenda                   |
| Tornei Major (1)          |
| Campionati World Golf (1) |
| Campionati Tour (1)       |
| Altri PGA Tour (5)        |

| No. | Data             | Torneo                            | Punteggio di vincita     | Margine | Secondo/i                                      |
| --- | ---------------- | --------------------------------- | ------------------------ | ------- | ---------------------------------------------- |
| 1   | 5 settembre 1999 | Air Canada Championship           | −18 (68-70-64-64=266)    | 2 colpi | Fred Funk                                      |
| 2   | 12 novembre 2000 | WGC-American Express Championship | −11 (68-75-65-69=277)    | 2 colpi | Lee Westwood                                   |
| 3   | 4 novembre 2001  | The Tour Championship             | −14 (68-66-68-68=270)    | Playoff | Ernie Els, Sergio García Fernández, David Toms |
| 4   | 2 febbraio 2003  | Bob Hope Chrysler Classic         | −30 (67-64-65-67-67=330) | 2 colpi | Jay Haas                                       |
| 5   | 23 febbraio 2003 | Nissan Open                       | −9 (72-68-69-66=275)     | Playoff | Charles Howell III                             |
| 6   | 13 aprile 2003   | Masters Tournament                | −7 (70-68-75-68=281)     | Playoff | Len Mattiace                                   |
| 7   | Feb 22, 2004     | Nissan Open (2)                   | −17 (66-64-66-71=267)    | 1 colpo | Shigeki Maruyama                               |
| 8   | 21 ottobre 2007  | Fry's Electronics Open            | −14 (69-64-65-68=266)    | 1 colpo | Mark Hensby                                    |

PGA Tour playoff record (3–2)
| No. | Anno | Torneo                             | Sfidante/i                                     | Risultato                                     |
| --- | ---- | ---------------------------------- | ---------------------------------------------- | --------------------------------------------- |
| 1   | 2000 | Michelob Championship at Kingsmill | David Toms                                     | Perso al par alla prima buca extra            |
| 2   | 2001 | The Tour Championship              | Ernie Els, Sergio García Fernández, David Toms | Vinto col tiro birdie alla prima buca extra   |
| 3   | 2003 | Nissan Open                        | Charles Howell III                             | Vinto col tiro birdie alla seconda buca extra |
| 4   | 2003 | Masters Tournament                 | Len Mattiace                                   | Vinto col bogey alla prima buca extra         |
| 5   | 2004 | Bell Canadian Open                 | Vijay Singh                                    | Perso al par alla terza buca in più           |

### Canadian Tour vittorie (3)
| No. | Data           | Torneo                                   | Punteggio d vincita   | Margine | Secondo/i                                           |
| --- | -------------- | ---------------------------------------- | --------------------- | ------- | --------------------------------------------------- |
| 1   | 25 luglio 1993 | Infiniti Tournament Players Championship | −4 (70-73-72-69=284)  | 1 colpo | Rémi Bouchard, Steve Stricker, Richard Zokol        |
| 2   | 8 giugno 1997  | BC TEL Pacific Open                      | −13 (65-69-68-69=271) | 1 colpo | Kenny Druce, Ken Duke                               |
| 3   | 27 luglio 1997 | Canadian Masters                         | −18 (64-67-66-69=266) | 8 colpi | Steven Alker, Ken Duke, Carlos Espinosa, Kari Kekki |

### Altre vittorie (2)
| No. | Data           | Torneo                     | Punteggio di vittoria | Margine  | Secondo       |
| --- | -------------- | -------------------------- | --------------------- | -------- | ------------- |
| 1   | 29 giugno 1999 | Telus Skins Game           | $210,000              | $115,000 | David Duval   |
| 2   | 24 giugno 2010 | Telus World Skins Game (2) | $270,000              | $195,000 | Retief Goosen |

Other playoff record (0–1)
| No. | Anno | Torneo                                        | Sfidante/i             | Risultato                                     |
| --- | ---- | --------------------------------------------- | ---------------------- | --------------------------------------------- |
| 1   | 2006 | CVS/pharmacy Charity Classic (con Brad Faxon) | Tim Clark e Nick Price | Perso col tiro birdie alla seconda buca extra |

### PGA Tour Champions vittorie (1)
| No. | Data          | Torneo                 | Punteggio di vittoria | Margine | Secondo                             |
| --- | ------------- | ---------------------- | --------------------- | ------- | ----------------------------------- |
| 1   | 2 maggio 2021 | Insperity Invitational | −10 (66-68=134)*      | 2 colpi | John Daly, Tim Petrovic, David Toms |

*Nota: l'Insperity Invitational 2021 è stato ridotto a 36 buche a causa della pioggia.

## Tornei Major

### Vittorie (1)
| Anno | Campionato  | 54 buche           | Punteggio di vincita | Margine  | Secondo      |
| ---- | ----------- | ------------------ | -------------------- | -------- | ------------ |
| 2003 | The Masters | 2 colpi di deficit | −7 (70-68-75-68=281) | Playoff1 | Len Mattiace |

1Ha sconfitto Len Mattiace in un playoff improvviso: Weir (5), Mattiace (6).